# Siège de Gurganj
Invasion mongole de l'Empire khwarezmien
Le siège de Gurganj a lieu durant l'invasion mongole de l'Empire khwarezmien. Les estimations de la durée exacte de ce siège varie grandement suivant les sources, des historiens comme Rashid al-Din Hamadani affirmant qu'il a duré sept mois. Mais il est largement admis qu'il s'est terminé par la défaite des khwarezmien et l'anéantissement de la ville en avril 1221.

## Situation avant le siège
À la suite d'une humiliation diplomatique, Gengis Khan, le souverain de l'Empire mongol, lance un assaut sur plusieurs fronts contre l'Empire khwarezmien, qui est gouverné par le Khwarazmshah Ala ad-Din Muhammad.
Grâce à une planification efficace, couplée a des manœuvres audacieuses, l'armée du Khan a réussi à prendre la ville frontalière d'Otrar, suivie des grandes villes de Boukhara et de Samarcande. Ce siège a été observé, entre autres, par le biographe persan Mohammed en Nesawi, qui en fait un compte-rendu en arabe vers 1241.

## Déroulement du siège
Après la prise de Samarcande, les Mongols marchent sur Gurganj, l'ancienne capitale de l'Empire : Djötchi passe par le nord tandis que Gengis Khan, Ögedeï et Djaghataï passent par le sud.
Pendant ce temps,Terken Khatoun, qui est à la fois la mère de Ala ad-Din Muhammad et le gouverneur de la ville, apprend la défaite de son fils. Elle quitte la ville en emportant avec elle le harem et le trésor royal, puis elle traverse le désert du Karakoum et se retire dans la forteresse d'Ilal au Mazandéran. Mais elle est rejointe par Subötaï et elle doit se rendre après deux mois de siège, avant d'ètre envoyée en Mongolie. Après le départ de Terken, Khumar Tegin, un général du shah, se proclame sultan et dirige la ville.
Immensément riche, la ville se trouve sur des terrains marécageux dans le delta de l'Amou-Daria, ce qui rend l'assaut difficile. S'adaptant au manque de pierres à utiliser comme projectiles, les Mongols coupent d'immenses bosquets de mûriers, trempent les troncs dans l'eau pour les durcir et les utilisent comme béliers et projectiles de catapultes.
Le déroulement du siège est compliqué par des désaccords survenant entre Djötch et Djaghataï, qui ont pour tâche de le mener à bien. Gengis met fin aux désaccords en chargeant Ögedeï, son troisième fils et futur héritier, de gérer seul le siège.
Lorsque la ville est finalement prise, elle est anéantie, dans l'un des massacres les plus sanglants de toute la campagne mongole. Lors de l'assaut final sur les murs de la ville, des milliers de civils sont rassemblés par les Mongols et poussés dans les douves de la ville. Les cadavres finissent par remplir les douves, sur lesquelles une rampe est construite pour attaquer les murs.
Les Mongols détruisent les barrages sur le fleuve Amou-Daria, inondant ainsi la ville. Ils réduisirent en esclavage les femmes, les enfants et les artisans de la ville, soit au total environ 100 000 personnes, et tuent le reste de la population.

## Conséquences
Les barrages n'ont jamais été réparés, peut-être parce que personne parmi les survivants ne savait comment les réparer, et pendant les 300 années qui s'ensuivent, l'Amou-Daria s'écoule dans la mer Caspienne.
Après la destruction de Gurganj, les Mongols fondent a proximité des ruines la ville d'Ürgenč, qui devient rapidement un centre commercial florissant.

## Voir également
- Barrage de Gurganj (en)
- Siège d'Otrar